# Топурідзе Олександр Єпіфанович
Олександр Єпіфанович Топурідзе (1902, село Гаджеті Ахал-Сенацького повіту, тепер Грузія — 14 лютого 1951, місто Тбілісі, Грузія) — радянський діяч, секретар ЦК КП(б) Грузії. Член ЦК КП(б) Грузії, член Бюро ЦК КП(б) Грузії. Депутат Верховної Ради Грузинської РСР 1-го скликання. Депутат Верховної Ради СРСР 1—3-го скликань.

## Життєпис
Народився в бідній селянській родині. У вересні 1920 року вступив до підпільної комсомольської організації в Грузії.
З липня 1923 року — курсант військово-політичної школи Кавказької Червонопрапорної армії РСЧА.
Кандидат у члени РКП(б) з 1924 року, член РКП(б) з січня 1925 року.
До 1930 року служив політичним керівником (політруком) грузинського полку в Червоній армії. Демобілізований із армії через хворобу.
У 1930—1932 роках — на профспілковій роботі в Абхазькій АРСР.
У 1933—1934 роках — завідувач транспортного сектору, завідувач відділу кадрів Боржомського районного комітету КП(б) Грузії.
У квітні 1934 — лютому 1937 року — заступник секретаря Боржомського районного комітету КП(б) Грузії.
З лютого по жовтень 1937 року — інструктор, заступник завідувача відділу керівних партійних органів ЦК КП(б) Грузії. З жовтня 1937 по травень 1939 року — завідувач відділу керівних партійних органів ЦК КП(б) Грузії.
14 травня 1939 — 9 липня 1947 року — секретар ЦК КП(б) Грузії із кадрів.
9 липня 1947 — 24 листопада 1948 року — секретар ЦК КП(б) Грузії із промисловості.
24 листопада 1948 — 14 лютого 1951 року — секретар ЦК КП(б) Грузії.
Помер 14 лютого 1951 року після важкої хвороби в місті Тбілісі. Похований на Староверійському цвинтарі Тбілісі.

## Нагороди
- орден Леніна
- орден Вітчизняної війни І ст.
- орден Трудового Червоного Прапора (24.02.1941)
- два ордени Червоної Зірки
- медаль «За оборону Кавказу»
- медаль «За перемогу над Німеччиною у Великій Вітчизняній війні 1941—1945 рр.» (1945)
- медаль «За доблесну працю у Великій Вітчизняній війні 1941—1945 рр.»